# 波纹球蛛
波纹球蛛（学名：Theridion undatum）为球蛛科球蛛属的动物。在中国大陆，分布于湖北等地。该物种的模式产地在湖北秀山。